# کریس ون آلسبرگ
کریس ون آلسبرگ (انگلیسی: Chris Van Allsburg؛ زادهٔ ۱۸ ژوئن ۱۹۴۹) نویسنده اهل ایالات متحده آمریکا است. وی دارنده دو نشان کالدکوت برای کتاب‌های جومانجی و سریع‌السیر قطبی می‌باشد.